# ライット・システム
ライット・システム（仏語："Système La Hitte"）は、1855年3月に採用されたフランス陸軍の施条前装砲で、ジャン＝アーネスト・デュコ・ド・ライット（Jean-Ernest Ducos de La Hitte）将軍の名前に基づくものである。

## 理念
ライット・システムは、原理を考案したアントワーヌ・トゥルイユ・ド・ボーリュー中佐と、それを実現したライット将軍の協力により開発された。

## 仕様
ライット・システムの新しいライフリングを施された大砲（施条砲）は、1859年の第2次イタリア独立戦争で初めて使用された。これらの砲は、従来使用されていた滑腔砲に比較して相当に改良されていた。榴弾、榴散弾、ぶどう弾共に3000 mの射程を有していた。これが戦場での最初の施条砲の使用であると見られている。
ライット・システムは前装砲で、砲弾の炸裂距離は2つだけ設定できた。砲弾は1847年のフランソワ・タミシエ大尉が発明した方式を元にしており、椎の実形で砲塔内腔の溝に沿うように、小さな突起が設けられた。既存の滑腔砲、例えば12ポンドナポレオン砲なども、このシステムにあうように施条が施された。ライット・システムには、新たに施条が施されたライット12、ライット16及びライット24攻城砲、ライット2及びライット4野砲、ライット12及びライット24攻城砲、ライット4山砲（四斤山砲）が含まれる。

## 砲制式名称の変更
ライフリング（施条）を施し、従来の球形弾に代わって長形弾が使用できるようになったため、同じ口径でも旧型砲のおよそ2倍の重量の砲弾を使用できるようになった。施条によるジャイロ効果で弾道が安定し、長形弾を空気抵抗が小さい姿勢で飛ばせるため、同一装薬量でより遠くまで砲弾を飛ばすことが可能であり、大重量の砲弾になっても装薬量はあまり増加する必要がなかった。従来は、砲を表す数字は砲弾重量をリーブル（フレンチ・ポンド）で示したものであったが、ライット・システムではキログラム（kg）で示すようになった。例えば、12ポンドナポレオン砲の砲弾重量は4.1kgであったが、施条を施すことにより11.5kgの砲弾を使用できるようになった。火砲の場合、日本語名称の「斤」は、一般的には弾丸重量をポンド単位で指すが、四斤山砲はライットシステムの砲であるため、砲弾重量は4ポンドではなく4kgである。

## 廃止
ジャン=バプティスト・ヴェルシェール・ド・ラフィエ（Jean-Baptiste Verchère de Reffye）が1870年に後装施条砲を開発したことにより、ライット・システムは廃止された。

## 参考資料
1. ↑   Rifled Field Pieces: A Short Compilation of what is Known of the New Field - Page 32 by Franck Taylor 1862
2. ↑  The Edinburgh Review - Page 499 1864
3. 1 2  French Army 1870-71 Franco-Prussian War (1) by Stephen Shann p.37
4. ↑  The Long Arm of Lee by Jennings Cropper Wise, Gary W. Gallagher p.30
5. ↑  "Napoleon went so far, however, in 1858, as to order his SB guns rifled, under the bastard system known as the "Lahitte System," which continued in general use in France until 1870" in The Long Arm of Lee by Jennings Cropper Wise, Gary W. Gallagher p.30
6. ↑  The Edinburgh Review - Pages 500 - 501 Jan - April 1864

## ギャラリー

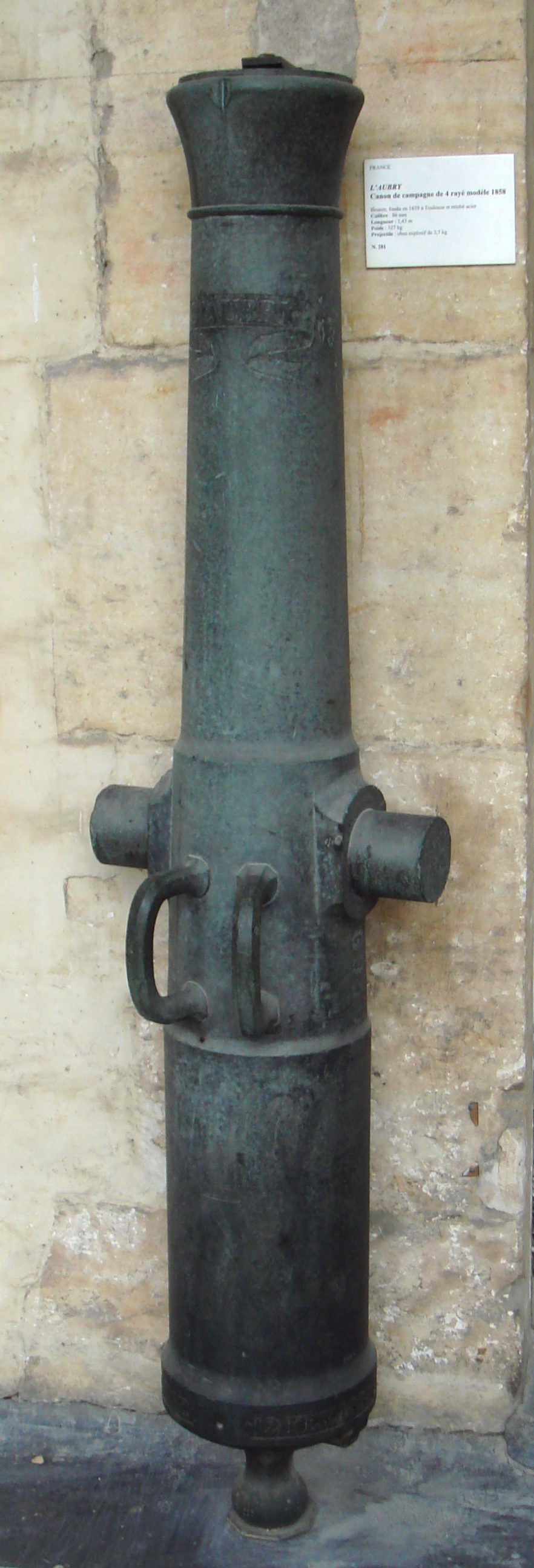
前装施条野砲"Canon de campagne de 4 rayé modèle 1858, L' Aubry"。口径：86 mm、全長：1.43 m、重量：327 kg、砲弾重量：3.7 kg。青銅製・1859年トゥールーズで鋳造。
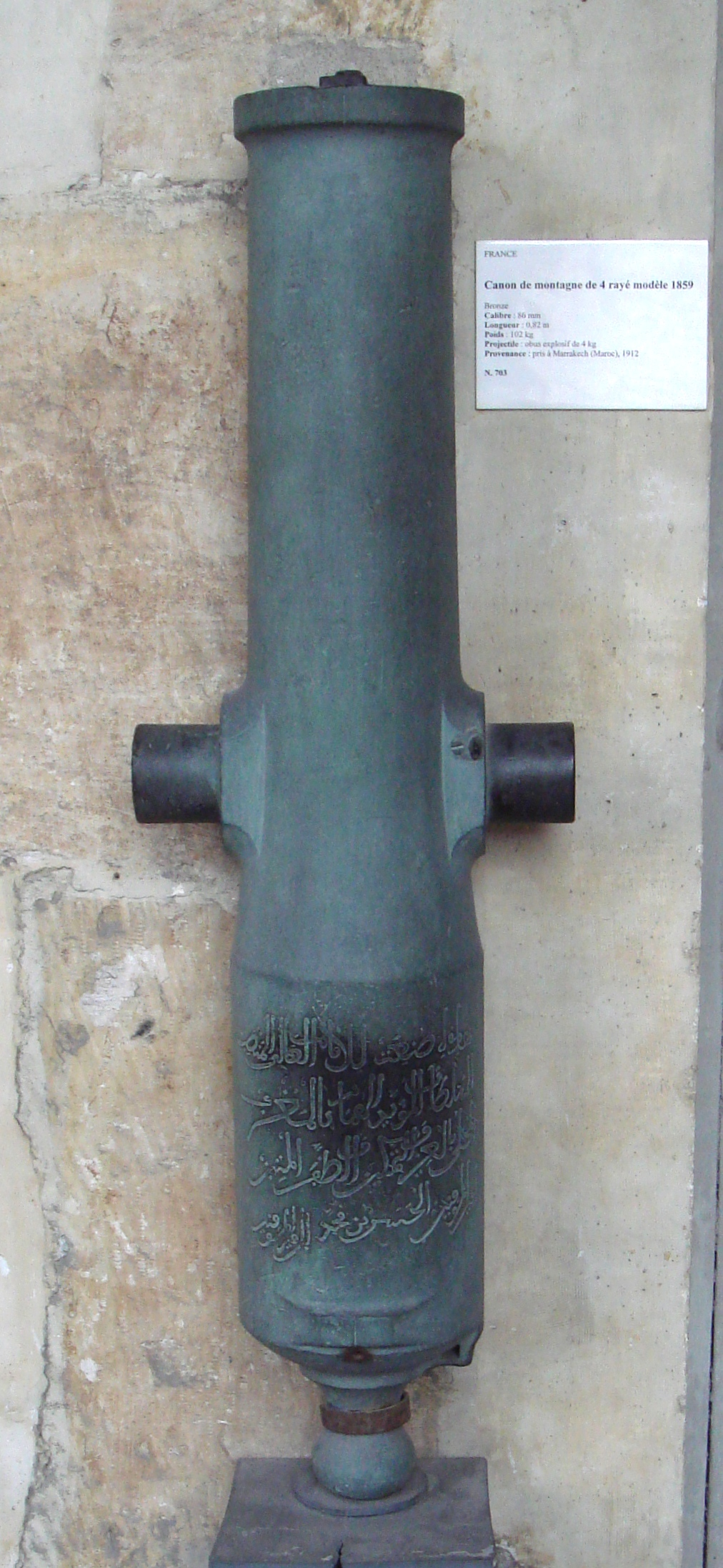
前装施条山砲"Canon de montagne de 4 rayé modèle 1859". 口径：86 mm.、全長：0.82 m、重量：102 kg、砲弾重量：4 kg。モロッコで1912年に鹵獲されたもの
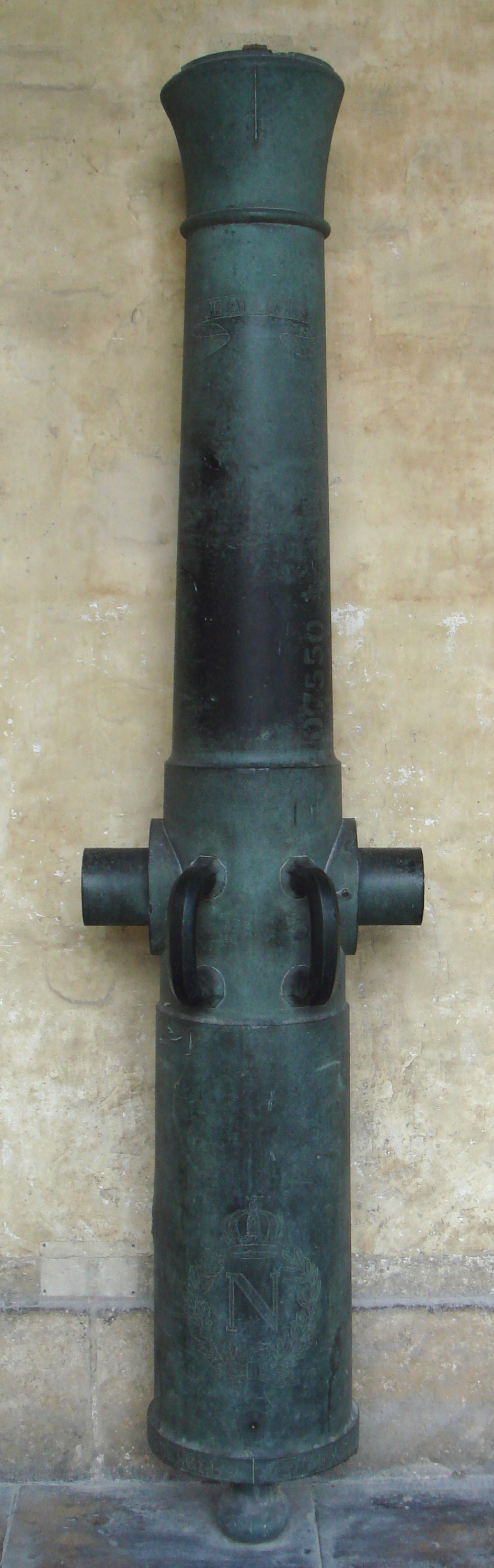
Canon de 12 La Hitte, Modele 1859。1869年にブールジュで鋳造。青銅。口径：121 mm、全長：229 cm、重量：878 kg
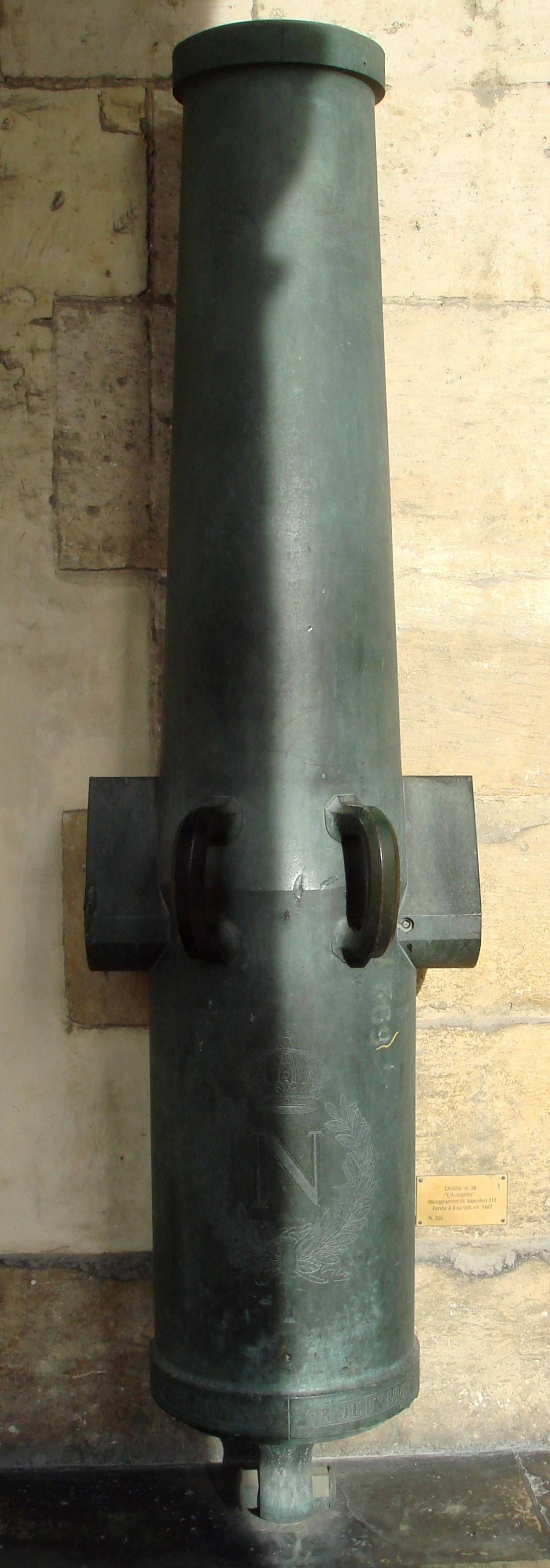
Canon de 24, L'Aubépine。1867年、ブルージュ.